# Gerd Jaeger (Bildhauer)

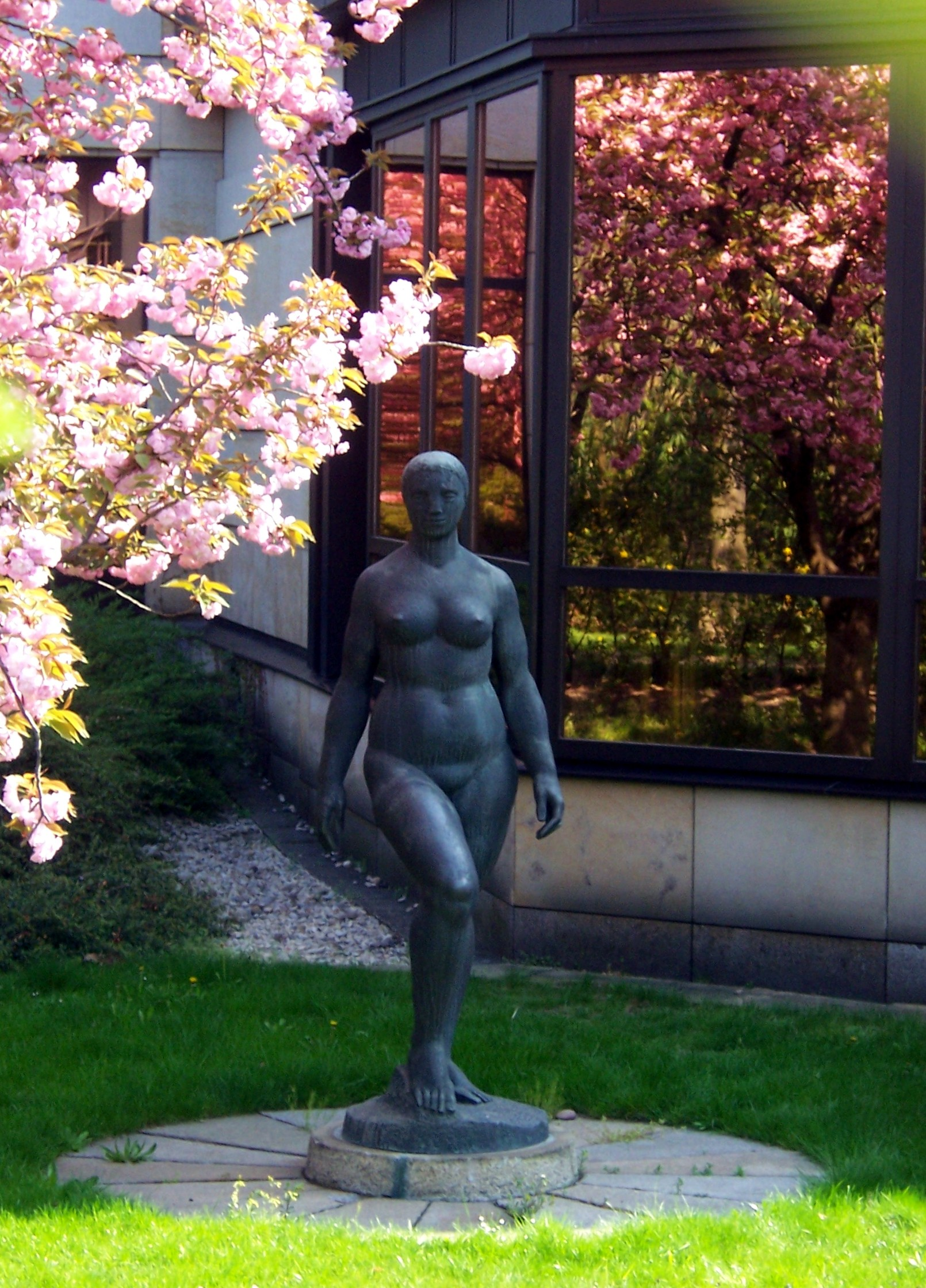
Gerd Jaeger: Weiblicher Akt, Bronze, 1984/85, Gartenanlage des Hotels Bellevue am Neustädter Elbufer in Dresden

Gerd Jaeger (* 16. September 1927 in Förderstedt; † 10. Januar 2019) war ein deutscher Bildhauer, Maler und Hochschullehrer.

## Leben
Nach der Teilnahme am Zweiten Weltkrieg und der Kriegsgefangenschaft begann Jäger 1949 in Weimar ein Studium an der Hochschule für Baukunst und bildende Künste bei Martin Domke und Otto Herbig. Albert Schäfer-Ast förderte seine zeichnerischen Fähigkeiten. 1951 wechselte er an die Hochschule für Bildende Künste Dresden (HfBK), wo er bei Eugen Hoffmann und Walter Arnold die Klasse für Plastik besuchte. Ein weiterer Lehrer war Max Schwimmer. Von 1953 bis 1956 hatte Jaeger an der HfBK eine Aspirantur. Von 1956 bis 1963 war er Assistent, bis 1971 Dozent und dann bis 1994 Professor und Leiter einer Bildhauerklasse. Seit seiner Emeritierung widmete er sich verstärkt der Malerei.
Jaeger war bis 1990 Mitglied des Verbands Bildender Künstler der DDR. Er hatte im In- und Ausland eine große Zahle von Einzelausstellungen und Ausstellungsbeteiligungen, u. a. von 1958 bis 1988, außer 1977/1978, an allen Deutschen Kunstausstellungen bzw. Kunstausstellungen der DDR in Dresden. Er erhielt 1967 und 1987 den Kunstpreis des FDGB, 1970 den Martin-Andersen-Nexö-Kunstpreis der Stadt Dresden, 1981 den Kunstpreis der DDR,  1987 den Schwabinger Kunstpreis und den Nationalpreis der DDR.
Jaeger war ab 1959 mit der Grafikerin Renate Jaeger verheiratet. 1964/66 wurden ihre Kinder Thomas und Ulrike geboren.

## Werke (Auswahl)

### Baugebundene Werke und Werke im öffentlichen Raum (Auswahl)
- Fünf Eingangstüren am Kulturpalast Dresden mit Episoden aus der Geschichte Dresdens (Reliefs, Bronze, 1969)[2]
- Denkmal für Dr. Richard Sorge (Bronze auf Beton; 1977; Dresden, Lennéstraße; nach 1990 zerstört)[3]

### Skulpturen (Auswahl)
- Kopf der Tänzerin D. R. (Büste, Bronze, 1954)[4]
- Porträt H.O. (Büste, Bronze, 1957)[5]
- Sitzende mit Tuch (Statue, Bronze, 1962)[6]
- Toter Knabe (Kunststein, Vollguss, Unikat, Höhe 40 cm, 1965; Skulpturensammlung Dresden)[7]
- Sprechchor – Wir rufen Frieden! (Skulpturengruppe, Zement, 1967; ausgestellt 1967/1968 auf der VI. Deutschen Kunstausstellung)[8]
- Stehender männlicher Torso (Betonguss, Unikat, Höhe 168 cm, 1974; Skulpturensammlung Dresden)[9]
- Memento II (Statue, Porphyr, 1980/1981)[10]
- Zerstörte Stadt (Statue, Sandstein, 1983)[11]

## Einzelausstellungen (unvollständig)
- 1985/1986: Dresden, Albertinum
- 2007: Berlin, Galerie am Gendarmenmarkt[12]